# آشچی‌بلاغ (آلماتی)
آشچی‌بلاغ (به قزاقی: Ashchibulak) یک منطقهٔ مسکونی در قزاقستان است که در شهرستان آق‌سو، آلماتی واقع شده‌است. آشچی‌بلاغ ۶۰۰ نفر جمعیت دارد.